# Joza Ivakić
Joza Ivakić, hrvaški pisatelj, režiser, dramatik in dramaturg, * 18. marec 1879, Vinkovci, † 6. avgust 1932, Zagreb.

## Življenjepis
Rodil se je v Vinkovcih kjer je obiskoval gimnazijo in leta 1897 maturiral. Študij je nadaljeval na Filozofski fakulteti v Zagrebu kjer je leta 1901 diplomiral iz slavistike in klasične filologije. Med leti 1901 do 1914 je kot profesor  služboval v raznih krajih. Leta 1914 je v Osijeku nastopil službo  profesorja  na realki in klasični gimnaziji. Istočasno pa je bil še dramaturg in učitelj jezika pri Hrvatskom narodnem kazalištu v Osijeku (1914 do 1916) in kasneje v Zagrebu (1916 do 1926). Istočasno je bil tudi profesor na Trgovački akademiji v Zagrebu (1917), tajnik Hrvatskog državnog kazališta v Zagrebu (1917 do 1919), dramaturg Hrvatskog narodnog kazališta v Zagrebu (1920 do 1925) ter od 1925 do smrti lektor in vodja gledališkega arhiva Hrvatskog narodnog kazališta. Med leti 1921 do 1929 je bil v Zagrebu tudi profesor na Državni glumački školi. Bil je urednik periodičnih revij Svjetlost, Omladina in Savremenik. Pisal je kratko prozo, pripovedke novele, humoreske, romane in drame iz slavonskega in malomeščanskega življenja. Režiral je dva filma za katera je tudi napisal scenarij. Članke in kritike je objavljal v več hrvaških, nemških, avstrijskih ter čeških časopisih in revijah. 

## Dela
Njegova najpomembnejša dela so:
- kratka proza: Mlada žena, Šogarica; Didak i baba
- zbirka novel: Iz našega sokaka (Karlovec, 1905), Selo i varoš (Zagreb, 1912)
- humoreske: Humoreske 1; Humoreske 2
- romani: Kapelan (Zagreb, 1919); Mladost i život
- drame in komedije: Inoče (Zagreb, 1919), Pouzdani sastanak, Majstorica Ruža
- književne študije: Književni rad Josipa Kozarca (Karlovec, 1907), Selo u hrvatskoj književnosti (Reka, 1914)
- filmi in scenariji: Birtija (1929); Grešnica (1930)